# Tambatitanis
Il Tambatitanis (Tambatitanis amicitiae) è un genere estinto di dinosauro titanosauriforme vissuto durante il Cretaceo Inferiore (110 milioni di anni fa) in quello che è oggi il Giappone Orientale.

## Descrizione
È noto da una singola specie, Tambatitanis amicitiae. Era lungo circa 14 metri e la sua massa era stimata tra le 4 e 5 tonnellate. Fu uno dei sauropodi più bizzarri che sia mai esistito, perché la vita di questo dinosauro era complicata. La prole di questo sauropode, veniva predata da famelici predatori come il Timurlengia, ma all'età adulta era diverso. Inoltre su questa specie si conosce ben poco a causa dei pochissimi fossili, ma molti scienziati, ritengono che questo antico dinosauro del Giappone appartenga alla famosa famiglia di sauropodi Euhelopodidae che dal Giurassico al Cretaceo erano diffusi in tutta l'Asia Orientale.